# Ixerba
Ixerba, monotipski biljni rod u porodici Strasburgeriaceae, red Crossosomatales. Jedina vrsta I. brexioides od Maora nazivana tāwari) endem je na novozelandskom otoku Sjeverni otok
I. brexioides je drvo koje raste po nizinskim i niskim šumama platoa Mamaku. Može narasti do 10 metara visine, a kada procvjeta u kasno proljeće do sredine ljeta nazivaju ga whakou. Sjemenske kapsule, svaka s pet crnih sjemenki, formiraju se do rane jeseni. 
- I. brexioides